# Tadenje
Tadenje (cirill betűkkel Тадење), település Szerbiában, a Raškai körzet Kraljevoi községében.

## Népesség
- 1948-ban 728 lakosa volt.
- 1953-ban 738 lakosa volt.
- 1961-ben 762 lakosa volt.
- 1971-ben 674 lakosa volt.
- 1981-ben 133 lakosa volt.
- 1991-ben 112 lakosa volt.
- 2002-ben 81 lakosa volt,[1] akik mindannyian szerbek.[2]